# Desarrollo de la vacuna contra la meningitis B en el Caribe

## Problema mundial de la meningitis B en la década de 1980 y falta de una vacuna eficaz

Cuba en el globo terráqueo resaltada en rojo. Cuba está ubicada centralmente en el Caribe y al sur de Florida (Estados Unidos) a 90 millas.

En la década de 1980, la enfermedad meningocócica se convirtió en un grave problema de salud pública en Cuba, con brotes que se transformaron en epidemias generalizadas. Aunque se habían reportado casos esporádicos antes de 1976, la incidencia de la enfermedad comenzó a aumentar rápidamente a finales de los años 70. Para 1979, la tasa de incidencia en Cuba había aumentado a 5.6 casos por cada 100,000 habitantes, con más del 50% de los casos causados por el serogrupo C y el 35% por el serogrupo B. A pesar de una campaña nacional de vacunación contra el serogrupo C con la vacuna meningocócica AC, que logró más del 80% de cobertura, la incidencia continuó aumentando, alcanzando 5.9 por cada 100,000 en 1980. Este año marcó un punto de inflexión cuando la enfermedad meningocócica fue declarada el principal problema de salud pública del país. La tasa de letalidad oscilaba entre el 10% y el 25%, y casi el 80% de los casos se debían al serogrupo B, para el cual no existía una vacuna eficaz a nivel mundial. Para 1984, la incidencia general había aumentado a 14.4 casos por cada 100,000 habitantes, y algunas provincias reportaron más de 120 casos por cada 100,000 entre niños menores de un año. En ese momento, la comunidad científica global carecía de una vacuna viable para el serogrupo B.

## Desarrollo de la Vacuna en Cuba (años 1980)

Mortalidad infantil (menores de 5 años) en Cuba 1963-2016

En los años 1980, Cuba enfrentó una grave crisis de salud pública debido a una epidemia de meningitis meningocócica, causada principalmente por Neisseria meningitidis del serogrupo B. En 1983, la tasa de incidencia alcanzó su punto más alto con 14.3 casos por cada 100,000 habitantes, y una gran cantidad de personas afectadas falleció.
Concepción Campa Huergo, una investigadora médica cubana nacida en 1951, fue fundamental para enfrentar esta crisis. Con una sólida formación académica en ciencias farmacéuticas, lideró al equipo del Instituto Finlay para desarrollar la vacuna VA-MENGOC-BC, la primera vacuna efectiva del mundo contra la meningitis del serogrupo B.
La vacuna fue creada utilizando la tecnología de vesículas de membrana externa (OMV), la cual estimula el sistema inmunológico para reconocer y combatir las bacterias responsables de la meningitis B. Ensayos clínicos realizados entre 1987 y 1989 demostraron la seguridad y eficacia de la vacuna, siendo la fiebre el efecto secundario más común. Después de estos ensayos exitosos, se lanzó una campaña de vacunación masiva en 1989, vacunando a aproximadamente 3 millones de personas para 1991.
Las pruebas preclínicas comenzaron con modelos animales para confirmar la seguridad y la activación del sistema inmunológico. Después de que estos resultados preliminares fueron prometedores, se iniciaron los ensayos clínicos. Entre 1987 y 1989, los ensayos se realizaron en dos fases. La primera fase se enfocó en voluntarios adultos para evaluar la seguridad de la vacuna, la dosis y su eficacia inicial. Una vez que esta fase mostró riesgos bajos, incluyendo la fiebre como el efecto secundario más común, la segunda fase se amplió para incluir a niños de seis meses a 12 años, el grupo más afectado por la enfermedad. También se llevaron a cabo estudios de campo rigurosos en áreas con alta prevalencia de la enfermedad para medir la efectividad en el mundo real. Los resultados confirmaron que la vacuna era capaz de reducir significativamente las tasas de infección, y para 1989, comenzó la producción masiva.
Para 1989, la incidencia de la enfermedad meningocócica invasiva disminuyó considerablemente, y para 2006, la tasa de incidencia bajó a 0.2 casos por cada 100,000 habitantes, controlando efectivamente la epidemia en Cuba.
Por su trabajo innovador, Campa Huergo y su equipo recibieron la Medalla de Oro de la Organización Mundial de la Propiedad Intelectual en 1989. El éxito de VA-MENGOC-BC no solo resolvió un problema crítico de salud pública en Cuba, sino que también contribuyó significativamente al avance global en el desarrollo de vacunas. Esta vacuna se ha administrado en más de 60 millones de dosis en América Latina, demostrando su gran impacto.

## Promoción de la vacuna

Evolución de la esperanza de vida en Cuba

El gobierno cubano ayudó a promover la vacuna VA-MENGOC-BC. Después de declarar la enfermedad meningocócica como una emergencia de salud pública, las autoridades lanzaron una campaña nacional para asegurar que la población estuviera informada y aceptara la vacuna. Los funcionarios de salud pública utilizaron la radio, la televisión y los periódicos para educar a los ciudadanos sobre la gravedad de la meningitis B y los beneficios de la vacuna.
Se planificaron campañas de vacunación masiva, comenzando con las poblaciones de alto riesgo, incluidos los niños y los trabajadores de la salud. Para incentivar la participación, las vacunas se ofrecieron de forma gratuita, y las escuelas sirvieron como centros de distribución. Los líderes comunitarios y los profesionales de la salud fueron movilizados para generar confianza y destacar la seguridad y la eficacia de la vacuna. Este enfoque multifacético aseguró que para 1991, aproximadamente tres millones de cubanos habían sido vacunados, lo que llevó a una drástica disminución en los casos de meningitis B.